# بيتر ديكسترا
بيتر ديكسترا (بالهولندية: Peter Dijkstra)‏ هو موزع هولندي، ولد في 11 يونيو 1978.

## وصلات خارجية
- الموقع الرسمي
- بيتر ديكسترا على موقع IMDb (الإنجليزية)
- بيتر ديكسترا على موقع ميوزك برينز (الإنجليزية)
- بيتر ديكسترا على موقع أول ميوزيك (الإنجليزية)
- بيتر ديكسترا على موقع ديسكوغز (الإنجليزية)